# Agaricus fuscofibrillosus
Agaricus fuscofibrillosus är en svampart som först beskrevs av F.H. Møller, och fick sitt nu gällande namn av Albert Pilát 1951. Agaricus fuscofibrillosus ingår i släktet champinjoner och familjen Agaricaceae.  Arten är reproducerande i Sverige. Inga underarter finns listade i Catalogue of Life.

## Galleri

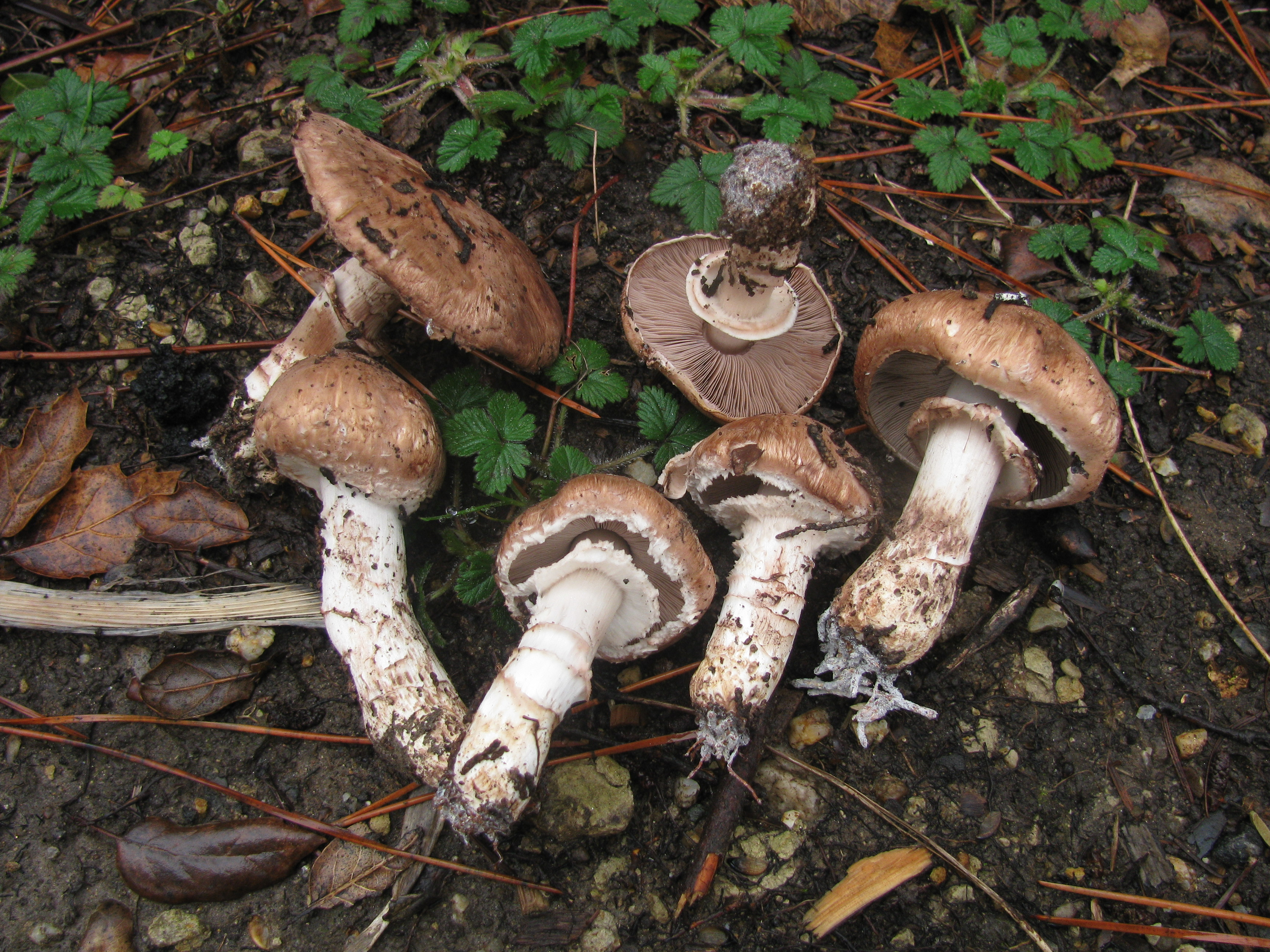
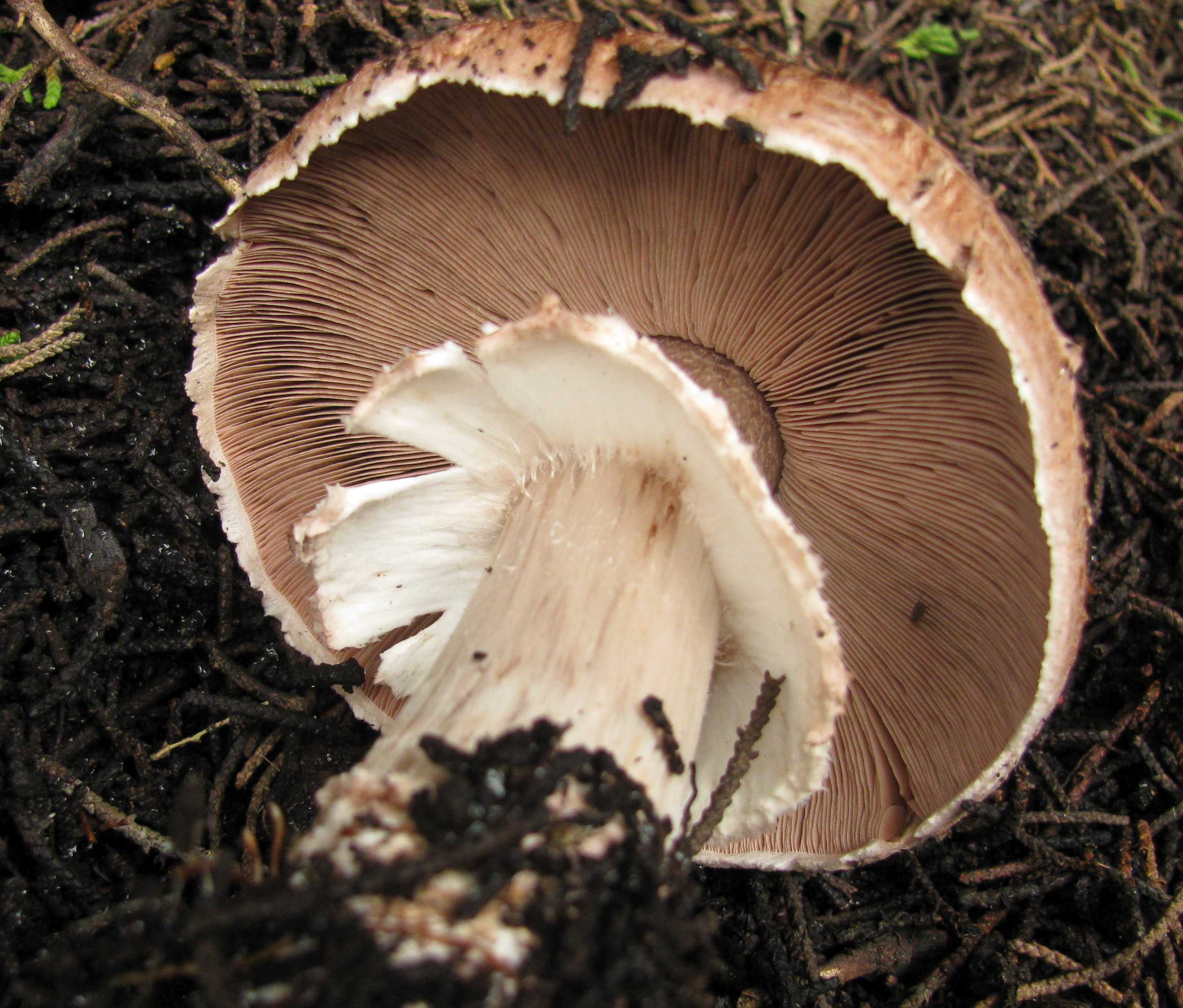
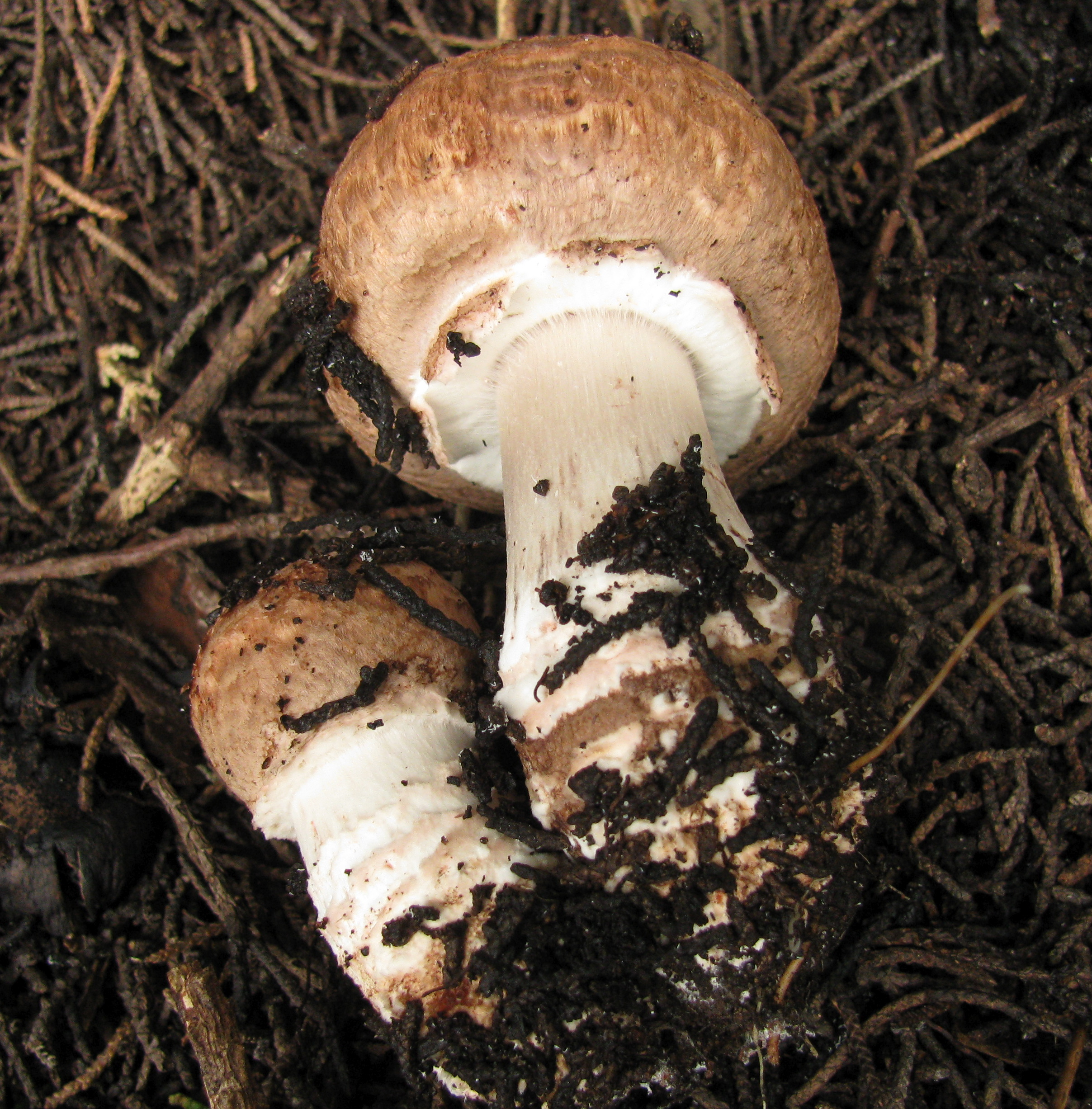